# Регле (хокейний клуб)
«Регле» БК (швед. Rögle Bandyklubb) — хокейний клуб з міста Енгельгольм, Швеція. 
Виступає в чемпіонаті Швеції у Шведській хокейній лізі. Домашні ігри команда проводить на «Ліндаб-Арені» (5,500). Офіційні кольори клубу: білий, зелений і червоний.

## Історія
Заснований у 1921 році як клуб з бенді (хокею з м'ячем). Хокейна секція — з 1950 року.

## Досягнення
- Ліга чемпіонів (1): 2021—22
- Чемпіонат Швеції: 9 сезонів у вищому дивізіоні.

## Відомі гравці
Найсильніші гравці різних років: 
- нападаники: Кенні Єнссон